# ウラウチマイシン
ウラウチマイシン（英：Urauchimycins）は海洋性の放線菌から分離されたアンチマイシンに属する抗生物質である。

Antimycin congeners